# Плейбой
„Playboy“ (произн. Плейбой) е американско мъжко списание, което съдържа снимки на голи жени, журналистически статии и интервюта със светски личности. Негов създател е Хю Хефнър, а първият брой излиза през 1953 г. Списанието се издава на различни езици в над 20 държави от Америка, Европа и Азия.

## Българско издание
Българското издание на „Playboy“ е едно от най-популярните мъжки списания в България. Първият брой излиза през април 2002 г.
Главен редактор от първи до пети брой е Ивайло „Нойзи“ Цветков. От септември 2002 г. в продължение точно на една година на редакторския стол е Антони Георгиев. От септември 2003 година за главен редактор е назначен Георги Неделчев. След неговото напускане през март 2007 г. постът се поема от Христо Кьосев, а заместник главен редактор става Владимир Константинов-Чоки. арт директор от януари 2004 г. е Андрей Михов. От октомври 2010 до декември 2012 главен редактор е отново Ивайло „Нойзи“ Цветков. От януари 2013 главен редактор е Христо Запрянов а арт директор е Венцислав Райков.
Първи издател на „Playboy“ в България е Мартин Захариев. Впоследствие изданието става собственост на „Атика Медиа България“ ООД, филиал на голямата гръцка издателска група Attica Media, която освен в България издава „Playboy“ в Гърция, Сърбия и Румъния.
От 2016 списание „Playboy“ е дело на медийната компания „DSG PRODUCTIONS“, собственост на бизнесмена Христо Сираков – когото всички определят като българският Хю Хефнър, Любен Дилов-син – медиен предприемач, писател и политик и Борис Гълъбов – организатор на големи спортни, корпоративни, частни и светски събития.
Последният брой 195 на списание „Playboy“ излиза 2020 г. и се счита за последното издание на хартиен носител в целия свят. На корицата е Ева Славова – носителка на титлата „Плеймейт на годината“.

## Мис Плеймейт на годината
От 2004 г. „Playboy“ в България организира и конкурса „Мис България Плеймейт“. Всяка година чрез кастинги биват избрани 12 момичета, които да се борят за титлата. На финала жури избира „Плеймейт на годината“, която получава като награда нов автомобил.

### I конкурс (2004)
1. Мадлен Пенева – първо място
2. Румяна Найденова – второ място
3. Яница Иванова – трето място

### II конкурс (2005)
1. Албена Петрова – първо място
2. Мария Целкинска – второ място
3. Доли Димитрова – трето място

### III конкурс (2006)
1. Николета Лозанова – първо място
2. Илияна Панталеева – второ място
3. Мина Аврамова – трето място

### IV конкурс (2007)
1. Златка Райкова – първо място
2. Велислава Иванова – второ място
3. Ваня Тихова – трето място

### V конкурс (2008)
1. Мария Цветкова – първо място
2. Ваня Ханджиева – второ място
3. Кристина Диманова – трето място

### VI конкурс (2009)
1. Златка Димитрова – първо място
2. Светлана Василева – второ място
3. Даниела Илова – трето място

### VII конкурс (2010)
1. Дорис Дилова – първо място
2. Евгения Ангелова – второ място
3. Благовеста Цакова – трето място

### VIII конкурс (2011)
1. Меги Колева – първо място
2. Галина Димитрова – второ място
3. Моника Кръстева – трето място
4. Мария Вачева – четвърто място

### IX конкурс (2012)
1. Силвия Бахати – първо място
2. Гентиана Халити – второ място
3. Мелиса Александрова – трето място

### X конкурс (2013)
1. Елена Кучкова – първо място
2. Кристина Димитрова – второ място
3. Биляна Евгениева – трето място
4. Маги Тенева – четвърто място

### XI конкурс (2014)
1. Виктория Ананиева – първо място
2. Марина Борисова – второ място
3. Катерина Миленкова (Kety Core) – трето място
4. Ралица Петрова – четвърто място

### XII конкурс (2015)
1. Ася Капчикова – първо място
2. Дилена Димитрова – второ място
3. Анджелина Атанасова – трето място
4. Мартина Юрукова – четвърто място

### XIII конкурс (2016)
1. Магдалена Бадер – първо място
2. Гергана Стаменова – второ място
3. Зорница Цветанова – трето място
4. Десислава Димитрова – четвърто

### XIV конкурс (2017)
1. Нора Недкова – първо място
2. Анна-Мария Чернева – второ място
3. Даниела Иванова – трето място

### XV конкурс (2018)
1. Жанета Осипова – първо място
2. Дениз Хайрула – второ място
3. Несрин Исинова – трето място

### XVI конкурс (2019)
1. Михаела Тодорова – първо място
2. Натали Найденова – второ място
3. Милица Минчева – трето място

### XVII конкурс (2020)
1. Ева Славова – първо място
2. Диана Габровска – Playnet
3. Ани Грудева – трето място

## 2002
| Date    | Cover model      | Centerfold model     | Interview subject | 20 Questions  | Pictorials                                                                  |
| ------- | ---------------- | -------------------- | ----------------- | ------------- | --------------------------------------------------------------------------- |
| 4 – 02  | Юлиана Кънчева   | Борислава Христова   | Ники Кънчев       | Йордан Лечков | Юлиана Кънчева, Лили Иванова, Бриджит Бардо                                 |
| 5 – 02  | Катерина Евро    | Виктория Дайреджиева | Емил Кошлуков     | Сашо Диков    | Катерина Евро, Естела Уорън, Синди Крауфорд, USA Porn Stars, Слави Трифонов |
| 6 – 02  | Таня Карабелова  | Анна Николова        | Тошо Тошев        | -             | Таня Карабелова, Стефани Сиймор                                             |
| 7 – 02  | Нина Николина    | Надя Николова        | Васил Василев     | Евгени Дайнов | Нина Николина, Каре Отис, Erotic Brasil                                     |
| 8 – 02  | Памела Андерсън  | Александра Стоилова  | Славчо Христов    | -             | Памела Андерсън, Соня Васи                                                  |
| 9 – 02  | Теодора Церовска | Теа Колман           | Стойчо Младенов   | Лоренцо Ламас | Теодора Церовска, Кати Прайс-Джордан                                        |
| 10 – 02 | Ани Лозанова     | Маргарита Пейчинска  | Георги Лозанов    | -             | Ани Лозанова, Ла Тоя Джексън, Теодора Стефанова                             |
| 11 – 02 | Венета Райкова   | Светлана Костадинова | Коста Цонев       | -             | Венета Райкова, Белинда Каралайл                                            |
| 12 – 02 | Диана Великова   | Кристина Андреева    | Сашо Дончев       | -             | Диана Великова, Стюардесите на Авиокомпания Балкан                          |

## 2003
| Date    | Cover model         | Centerfold model   | Interview subject   | 20 Questions        | Pictorials                                             |
| ------- | ------------------- | ------------------ | ------------------- | ------------------- | ------------------------------------------------------ |
| 1 – 03  | Соня Васи           | Златка Димитрова   | Бойко Борисов       | -                   | Соня Васи                                              |
| 2 – 03  | Ваня Щерева         | Снежана            | Радосвет Радев      | Димитър Бербатов    | Ваня Щерева, Енджи Евърхард                            |
| 3 – 03  | Ина                 | Александра Иванова | Боян Биолчев        | -                   | Ина, София Вергара, Академични прелести                |
| 4 – 03  | Юлиана Кънчева      | Десислава Христова | Андрей Пантев       | -                   | Юлиана Кънчева, Виктория Силвстед                      |
| 5 – 03  | Симона Първанова    | Милена             | Здравко Здравков    | Чарли Шийн          | Симона Първанова, The World Of Playboy                 |
| 6 – 03  | Тина                | Десислава Шкорик   | Владимир Атанасов   | Хали Бери           | Тина, Саманта Фокс, Webgirls                           |
| 7 – 03  | Маша Илиева         | Лали               | Антон Станков       | -                   | Маша Илиева, Кармен Електра                            |
| 8 – 03  | Лили Деянова-Лилана | Петя Иванова       | Дими Паница         | Лиса Мари Пресли    | Лили Деянова-Лилана, Бриджит Нилсен, The Bulgari twins |
| 9 – 03  | Ива и Весела        | Дида Николова      | Мирослав Севлиевски | Никълъс Кейдж       | Ива и Весела, Джени Макарти                            |
| 10 – 03 | Маргарита Пейчинска | Борислава Велкова  | Слави Бинев         | Фред Дърст          | Маргарита Пейчинска, Ирина Воронина                    |
| 11 – 03 | Магдалина Вълчанова | Ванеса             | Борислав Дионисиев  | Магърдич Халваджиян | Магдалина Вълчанова, Вероника Земанова                 |
| 12 – 03 | Диана Любенова      | Наталия Караколева | Никола Тупарев      | Денис Ризов         | Диана Любенова, Бюст легенди                           |

## 2004
| Date    | Cover model                                      | Centerfold model              | Interview subject | 20 Questions      | Pictorials                                                  |
| ------- | ------------------------------------------------ | ----------------------------- | ----------------- | ----------------- | ----------------------------------------------------------- |
| 1 – 04  | Lady B                                           | Кристина Нгуен                | Греди Асса        | Хю Хефнър         | Lady B, 50 години Playboy USA                               |
| 2 – 04  | Диана Чивиева                                    | Кристина                      | Йордан Лечков     | Асен Блатечки     | Диана Чивиева, 50 години Playboy USA                        |
| 3 – 04  | Цветана Гладкова                                 | Камелия Борисова              | Куентин Тарантино | Том Круз          | Цветана Гладкова, Наталия Гуркова, Моделите на Хелмут Нютън |
| 4 – 04  | Десислава Христова                               | Десислава Илиева              | Стойко Сакалиев   | The Best from 20Q | Десислава Христова, Виктория Терзийска                      |
| 5 – 04  | Виолета Здравкова                                | Бисерка Драганова             | Джак Никълсън     | Дейвид            | Виолета Здравкова, Рейчъл Хънтър                            |
| 6 – 04  | Playmate Of The Year Bulgaria 2004               | -                             | -                 | -                 | Playmate Of the Year Bulgaria 2004                          |
| 7 – 04  | Мадлен Пенева-Playmate Of The Year Bulgaria 2004 | Виолина Гондолова             | Влади Въргала     | Кирил Вълчев      | Мадлен Пенева, Пета Уилсън                                  |
| 8 – 04  | Румяна Найденова                                 | Славена Славова, Ани Маринова | Андрей Райчев     | Майкъл Мур        | Румяна Найденова, Еротична Олимпиада                        |
| 9 – 04  | Яница Иванова                                    | Анелия Дикова                 | Иван Гарелов      | 50 цент           | Яница Иванова                                               |
| 10 – 04 | Ваня Иванова                                     | Доника Теева                  | Джони Деп         | Валери Милев      | Ваня Иванова, Ева Херцигова                                 |
| 11 – 04 | Джоана                                           | Александра Парашкеванова      | Митко Димитров    | Део               | Джоана, Венета Харизанова, Cyber Girls                      |
| 12 – 04 | Кристина Андреева                                | Жана Костадинова              | Джим Кери         | Йордан Йовчев     | Кристина Андреева, Деси Слава, Bourbon Street, Бруки Бърк   |

## 2005
| Date    | Cover model                                       | Centerfold model                   | Interview subject      | 20 Questions               | Pictorials                                                           |
| ------- | ------------------------------------------------- | ---------------------------------- | ---------------------- | -------------------------- | -------------------------------------------------------------------- |
| 1 – 05  | Соня Васи                                         | Марина Симеонова                   | Ники Кънчев            | Андрей Баташов             | Соня Васи, Дарил Хана, Теди Велинова, Галя от Сатен, Силвия Стойчева |
| 2 – 05  | Венета Харизанова                                 | Стефани Чао                        | Оливър Стоун           | Крум Савов                 | Венета Харизанова, Денис Ричардс                                     |
| 3 – 05  | Зара                                              | Дани Манчева                       | Ивана                  | Доналд Тръмп               | Зара, Джени Макарти                                                  |
| 4 – 05  | Силвия Денкова                                    | Владислава Върбанова               | Вили Казасян           | Камен Спасов               | Силвия Денкова, Тери Поло                                            |
| 5 – 05  | Ан-Джи                                            | Станимира Панайотова               | Венета Райкова         | Джъд Лоу                   | Ан-Джи, Росица Иванова                                               |
| 6 – 05  | Мажоретките на Лукойл Академик                    | Силвия Симеонова                   | Зуека и Димитър Рачков | Джейсън Бътън              | Мажоретките на Лукойл Академик, Барманките от Буда Бар, Бай Линг     |
| 7 – 05  | Playmate Of The Year Bulgaria 2005                | -                                  | -                      | -                          | Playmate Of The Year Bulgaria 2005, Камелия                          |
| 8 – 05  | Мариела Петрова                                   | Антония Иванова, Савина Харизанова | Ъпсурт                 | -                          | Мариела Петрова, Джоана Крупа, Гола Бразилия                         |
| 9 – 05  | Албена Петрова-Playmate Of The Year Bulgaria 2005 | Деси Даскалова                     | Азис                   | Юън Макгрегър              | Албена Петрова, Peep Show Bar Girls                                  |
| 10 – 05 | Мария Целкинска                                   | Олга Христова                      | Христо Калчев          | Ози Озбърн                 | Мария Целкинска, Каша                                                |
| 11 – 05 | Доли Димитрова                                    | Деница Стоянова                    | Христо Мутафчиев       | Цеца Величкович-Ражнатович | Доли Димитрова, Диора Бърд, Цеца Величкович-Ражнатович               |
| 12 – 05 | Силвия Драгоева                                   | Десислава Ковачева                 | Ники Николов           | Веселин Топалов            | Силвия Драгоева, Камелия, Барманките от Jim Beam Club                |

## 2006
| Date    | Cover model                                          | Centerfold model              | Interview subject | 20 Questions      | Pictorials                                                                                                 |
| ------- | ---------------------------------------------------- | ----------------------------- | ----------------- | ----------------- | --- |
| 1 – 06  | Камелия                                              | -                             | Бойко Борисов     | Танасис Кацибурас | Камелия |
| 2 – 06  | Жана Йовчева                                         | Десислава Стоянова            | Васил Иванов      | -                 | Жана Йовчева, Тифани Фалън, Светлина и Христина                                                            |
| 3 – 06  | Ивета Миланова                                       | Валя Захариева                | Вежди Рашидов     | Ник Мейсън        | Ивета Миланова                                                                                             |
| 4 – 06  | Жасмина                                              | Елена Бончева                 | Никола Тупарев    | Ал Пачино         | Жасмина |
| 5 – 06  | Rabbit Head-Playboy Logo                             | -                             | -                 | -                 | The Best From Playboy Bulgaria 2002 – 2006, Bulgarian Playmates Of The Month 2002 – 2006, Никол Станкулова |
| 6 – 06  | Никол                                                | Янка Георгиева                | Цонко Цонев       | -                 | Никол |
| 7 – 06  | Playmate Of The Year Bulgaria 2006                   | -                             | -                 | -                 | Playmate of The Year Bulgaria 2006, Теа Колман, Лада Карагьозова                                           |
| 8 – 06  | Николета Лозанова Playmate Of The Year Bulgaria 2006 | Надя                          | Константин        | DJ Боб Синклер    | Николета Лозанова, Ралица и Мария                                                                          |
| 9 – 06  | Маги Желязкова                                       | Яна Грудова, Диана Димитрова  | Милен Цветков     | -                 | Маги Желязкова, Балет Динамик, 60 години бикини, Жасмина                                                   |
| 10 – 06 | Мина Аврамова                                        | Илияна Пантелеева             | Стоян Роянов-Я Я  | -                 | Мина Аврамова                                                                                              |
| 11 – 06 | Галя Литова                                          | Мариела Маврова               | Андрей Слабаков   | Димитър Илиев     | Галя Литова                                                                                                |
| 12 – 06 | Еделвайс                                             | Лили Машева, Радостина Желева | -                 | Валентино Роси    | Еделвайс, Магда                                                                                            |

## 2007
| Date    | Cover model                                                                                              | Centerfold model           | Interview subject | 20 Questions     | Pictorials                                                                                               |
| ------- | --- | -------------------------- | ----------------- | ---------------- | --- |
| 1 – 07  | Вяра, Надежда и Любов Станчеви                                                                           | Росица Маркова             | Лудакрис          | Ева Лонгория     | Вяра, Надежда и Любов Станчеви                                                                           |
| 2 – 07  | Лиляна Ангелова                                                                                          | Даниела Арнаут             | Иван и Андрей     | -                | Лиляна Ангелова, Синди Марголис                                                                          |
| 3 – 07  | Рени | Ася, Белослава и Магдалена | Устата            | -                | Рени, Вики Линкей                                                                                        |
| 4 – 07  | 5 години Playboy Bulgaria, Камелия, Маги Желязкова, Виолета Здравкова, Венета Харизанова, Юлиана Кънчева | -                          | -                 | -                | 5 години Playboy Bulgaria, Камелия, Маги Желязкова, Виолета Здравкова, Венета Харизанова, Юлиана Кънчева |
| 5 – 07  | Аксиния                                                                                                  | Милица Атанасова           | Кърт Вонегът      | Джери Брукхаймър | Аксиния, Анна Никол Смит                                                                                 |
| 6 – 07  | Лили Клисуранова                                                                                         | Мария Стоянова             | Любо Нейков       | Тоби Макгуайър   | Лили Клисуранова, Аксиния                                                                                |
| 7 – 07  | Playmate Of The Year Bulgaria-2007                                                                       | -                          | -                 | -                | Playmate Of The Year Bulgaria 2007, Моника Яблонска                                                      |
| 8 – 07  | Златка Райкова-Playmate Of The Year Bulgaria-2007                                                        | -                          | Янчо Таков        | -                | Златка Райкова, Сара Джийн Ъндърууд                                                                      |
| 9 – 07  | Симона Първанова                                                                                         | Десислава Велкова          | -                 | -                | Симона Първанова                                                                                         |
| 10 – 07 | Велислава Иванова, Ваня Тихова                                                                           | Виолета Господинова        | Владо Карамазов   | Рон Джереми      | Велислава Иванова, Ваня Тихова                                                                           |
| 11 – 07 | Калина Паскалева                                                                                         | Антония Манева             | Венелина Гочева   | Андрей Шевченко  | Калина Паскалева                                                                                         |
| 12 – 07 | Златка Райкова                                                                                           | Петя Павлова               | Росен Петров      | Клайв Оуен       | Златка Райкова, Памела Андерсън                                                                          |

## 2008
| Date    | Cover model                                       | Centerfold model  | Interview subject     | 20 Questions        | Pictorials                                                                   |
| ------- | ------------------------------------------------- | ----------------- | --------------------- | ------------------- | ---------------------------------------------------------------------------- |
| 1 – 08  | Гала                                              | Лиляна Бенина     | Васко Василев         | -                   | Гала                                                                         |
| 2 – 08  | Лорита Димитрова                                  | Преслава Нинкова  | Робърт Редфорд        | -                   | Лорита Димитрова                                                             |
| 3 – 08  | Мира                                              | Велислава Иванова | -                     | Хелена Бонъм Картър | Мира, Агнешка Гасиор                                                         |
| 4 – 08  | Петя Велкова                                      | -                 | Димитър Ковачев-Фънки | Хю Лоури            | Петя Велкова, Саня Грохар                                                    |
| 5 – 08  | Никол                                             | Мария Радославова | Орлин Горанов         | Жан-Мишел Жар       | Никол, Миранда Кер, Олга Кубратова                                           |
| 6 – 08  | Андреа                                            | Кристина Павлова  | Тити Папазов          | Матю Маконъхи       | Андреа, Даша Астафиева                                                       |
| 7 – 08  | Playmate Of The Year Bulgaria 2008                | -                 | Мик Джагър            | Юлиан Вергов        | Playmate Of The Year Bulgaria 2008, Силвия Романюк                           |
| 8 – 08  | Мария Цветкова-Playmate Of The Year Bulgaria 2008 | -                 | Валери Божинов        | Крисчън Бейл        | Мария Цветкова, Джейд Никол                                                  |
| 9 – 08  | Албена Вулева                                     | Ваня Ханджиева    | Бен Стилър            | Ники Георгиев       | Албена Вулева, Пеги Вайс, Кайа Колинс, Марта Гуд, Нели Неделчева             |
| 10 – 08 | Анита Мейзер                                      | Кристина Диманова | Долф Лундрген         | Джон Клийз          | Анита Мейзер, Анна Михалик, Кристина Петина, Даниела Голм, Росица Караколева |
| 11 – 08 | Биляна Йотовска                                   | -                 | Даниел Крейг          | Христо Запрянов     | Биляна Йотовска, Naked Bond Girls, Камелия                                   |
| 12 – 08 | Ваня Бонева                                       | Полина Шаламанова | Астор                 | Хавиер Бардем       | Ваня Бонева, Ирина Георгиева, Евгения Диордичук, Ерика Живкович              |

## 2009
| Date    | Cover model                                         | Centerfold model    | Interview subject            | 20 Questions      | Pictorials |
| ------- | --------------------------------------------------- | ------------------- | ---------------------------- | ----------------- | --- |
| 1 – 09  | Таня Танева, Кристина Диманова                      | Айсун Аптулова      | Ричард Брансън               | -                 | Таня Танева, Кристина Диманова, Регина Дойтингер                                                                |
| 2 – 09  | Катя Дунева                                         | Павлина Ангелова    | Хю Джакмън                   | Дани Милев        | Катя Дунева, Малина, Михаела Грауке, Лилит Каарет, Джесика Бурсиага, Лорен Сантос, Джулиана Гоес                |
| 3 – 09  | Лиляна Ангелова                                     | Полина Христова     | Хю Лоури                     | Захари Бахаров    | Лиляна Ангелова, Хелена Кристенсен, Светлана Господинова, Дражена Грабич                                        |
| 4 – 09  | Кристина Димитрова                                  | Деница Антонова     | Иван и Андрей                | -                 | Кристина Димитрова, Best Of BG Reality Stars For Playboy, Best Of International Reality Stars For Playboy       |
| 5 – 09  | Гери Аролска                                        | Константина Маркова | Димитър Ковачев-Фънки        | Мики Рурк         | Гери Аролска, Best Of International Supermodels For Playboy                                                     |
| 6 – 09  | Лора Караджова                                      | Таня Танева         | Кен Хенсли и Георги Марколев | Фелипе Маса       | Лора Караджова, Best From BG Singers For Playboy, Best Of International Singers For Playboy, Елеонора Богданова |
| 7 – 09  | Playmate Of The Year Bulgaria 2009                  | -                   | Емил Кошлуков                | Джон Малкович     | Playmate Of The Year Bulgaria 2009, Кристина Баранова, Алексина Алексиева                                       |
| 8 – 09  | Златка Димитрова-Playmate Of The Year Bulgaria 2009 | -                   | Джони Деп                    | -                 | Златка Димитрова, Петя Павлова, Playmates Of The Year From The World                                            |
| 9 – 09  | Силвия Димитрова                                    | Светлана Василева   | Дони                         | Матю Фокс         | Силвия Димитрова, Катаржина Галковска, Цвети Божилова,                                                          |
| 10 – 09 | Евгения Ангелова                                    | Даниела Илова       | Уди Харелсън                 | Джей Зи           | Евгения Ангелова, Михаела Грауке, Girls Of Babylon, Десислава Илиева, Ирина Шейх                                |
| 11 – 09 | Наталия Караколева, Марина Байчева                  | Елеонора Богданова  | Светлю Витков                | Куентин Тарантино | Наталия Караколева, Марина Байчева, Беа Харгитей, Райна, Ада Валик, Лили Василева                               |
| 12 – 09 | Йоана Христова                                      | -                   | Бенисио Дел Торо             | Евтим Милошев     | Йоана Христова, Андреа Виляни, Холи Уебър,                                                                      |

## 2010
| Date    | Cover model                        | Centerfold model   | Interview subject   | 20 Questions                       | Pictorials |
| ------- | ---------------------------------- | ------------------ | ------------------- | ---------------------------------- | --- |
| 1 – 10  | Росица Иванова                     | Марина Маринова    | Мирослав Костадинов | Дани Де Вито                       | Росица Иванова, Джоана Крупа, Даниела Илова                                                                                  |
| 2 – 10  | Ралица Тодорова                    | Христина Хайст     | Шон Комбс-Пъф Деди  | Александър Косев                   | Ралица Тодорова, Синди Марголис, Никола Скот                                                                                 |
| 3 – 10  | Милица                             | Дора Димитрова     | Том Ханкс           | Рос Кемп                           | Милица, Индия Рейнолдс, Ралица Станева                                                                                       |
| 4 – 10  | Пламена Петрова                    | Теодора Иванова    | Алек Попов          | Марк Жирардели                     | Пламена Петрова, Дженифър Хеншел, Алена Середова, Камелия Димитрова                                                          |
| 5 – 10  | Миглена Николова                   | Симона Христакова  | Брус Дикинсън       | Китодар Тодоров                    | Миглена Николова, Карин Флорес, Евгения Диордичук, Светлана Василева, Моника Милованова, Sexy Students From Germany          |
| 6 – 10  | Диана Любенова                     | -                  | Христо Сираков      | The Best From 20Q Playboy Bulgaria | Диана Любенова, Ким Кардашян, The Best From Playboy Bulgaria 2002 – 2010                                                     |
| 7 – 10  | Малта Пандева                      | Емилия Караминчева | Димитър Митовски    | Мерилин Менсън                     | Малта Пандева, Юлия Роха, Анелис Мосио, Силвия Странсиолеску, Флорентина Расио, Деси Полизоева, Моран Атиас, Данка Хорватова |
| 8 – 10  | Асдис Ран                          | Димитрина Василева | Камерън Диаз        | Виктор Калев                       | Асдис Ран, Карин Флорес, Карин Скуфса, Денис Мелани                                                                          |
| 9 – 10  | Ивена                              | Стела Александрова | Ози Озбърн          | Майкъл Палин                       | Ивена, Ефи Кириако, Моника Лежинска, Звездалина Данчева, Инета Радевица                                                      |
| 10 – 10 | Диляна Попова                      | -                  | Наско Сираков       | -                                  | Диляна Попова, Алина Пукасу, Кели Брук, Надин, Иза Сала, Mad Men                                                             |
| 11 – 10 | Надя Петрова                       | -                  | Милен Цветков       | -                                  | Надя Петрова, Триана Иглесиас, Каролина Гочева, Хедър Рей Йънг, Хироми Ошима, Алисън Уейт, Дженифър Пършинг, Мерилин Монро   |
| 12 – 10 | Playmate Of The Year Bulgaria 2010 | -                  | Мартин Петров       | -                                  | Playmate Of The Year Bulgaria 2010, Кандис Буше, Даша Астафиева, Оливия Уайлд, Кейт Мос                                      |

## 2011
| Date              | Cover model                                     | Centerfold model | Interview subject   | 20 Questions | Pictorials                                                                                                |
| ----------------- | ----------------------------------------------- | ---------------- | ------------------- | ------------ | --- |
| (1 – 11 & 2 – 11) | Дорис Дилова-Playmate Of The Year Bulgaria 2010 | -                | Иво Инджев          | -            | Дорис Дилова, Сара Яреб, Елисангела Реси, Алис Рамос, Фернанда Паула Де Алмейда, Моника Белучи            |
| 3 – 11            | Зара                                            | -                | Сашо Диков          | -            | Зара, Анна Чапман, Mediterranean Girls, Кристъл Харис, Клаудия Ел Дорси, Бриджит Бардо                    |
| 4 – 11            | Цветелина Кръстева                              | -                | Христо Шопов        | -            | Цветелина Кръстева, Александра Амброзио, Евгения Калканджива, Deutsch Girls, The Best Of David Lachapelle |
| 5 – 11            | Николета Лозанова                               | -                | Лотар Матеус        | -            | Николета Лозанова, Елизабет Тейлър, София Лорен, Тарин Манинг, Саша Бонилова                              |
| 6 – 11            | Дамяна Матева                                   | -                | Брус Уилис          | -            | Дамяна Матева, Елизабет Джагър, Лус Фелт, Карла Бруни, Сила Сахин, Double Fantasy                         |
| 7 – 11            | Playmate Of The Year Bulgaria 2011              | -                | Теди Москов         | -            | Playmate Of The Year Bulgaria 2011, Кристъл Харис, Кайли Миноуг, Лиса Томашевски, Hungarian Girls         |
| 8 – 11            | Меги Колева-Playmate Of The Year Bulgaria 2011  | -                | Божидар Искренов    | -            | Меги Колева, Синди Крауфорд, Фани и Наталия, Playmate Of The Year Bulgaria 2011-backstage                 |
| 9 – 11            | Галя Димитрова & Моника Валериева               | -                | -                   | -            | Галя Димитрова & Моника Валериева, Бри Олсън, Джена Джеймисън, Адриан Ливай, Мириам Ратман                |
| 10 – 11           | Гергана Вълчева                                 | -                | Николай Михайлов    | -            | Гергана Вълчева, Мария Вачева, Дейзи Лоу, Катрин Деньов                                                   |
| 11 – 11           | Лъчезара Кънчева                                | -                | Денис Ризов         | Стив Джобс   | Лъчезара Кънчева, Артемис Астериадис, Карина Флорес, Евелина Мана                                         |
| 12 – 11           | Поли & Илона                                    | -                | Михаил Константинов | -            | Поли & Илона, Ники Белучи, Лиан Туидън, Амбър Хърд, Pirelli Calendar Girls                                |

## 2012
| Date              | Cover model                                      | Centerfold model | Interview subject               | 20 Questions     | Pictorials |
| ----------------- | ------------------------------------------------ | ---------------- | ------------------------------- | ---------------- | --- |
| (1 – 12 & 2 – 12) | Славена Вътова                                   | -                | Богдан Русев и Радослав Парушев | -                | Славена Вътова, Яна Пташкова, Анастасия Новодран, Blondes are forever, Culo, Sex in Cinema 2011                           |
| 3 – 12            | Яна Димитрова                                    | -                | Башар Рахал                     | Кубрат Пулев     | Яна Димитрова, Доминик Регатшниг, Марина Сая, Егле Джуркайте, Стейси Кийблър, Станимира Колева                            |
| 4 – 12            | Виктория Радина                                  | -                | Венцислав Стефанов              | -                | Виктория Радина, Даша Астафиева, Анастасия Кумейко, Сорая Вучелич, Джеси Хинтън, Girls in Casino                          |
| 5 – 12            | 10 години Playboy Bulgaria, Аксиния              | -                | Ники Кънчев                     | -                | Аксиния, 10 години Playboy Bulgaria-The Best, Celebrities in Playboy, Адриана Лима, Мерилин Монро                         |
| 6 – 12            | Биляна Йотовска                                  | -                | Асен Блатечки                   | Крис Еванс       | Биляна Йотовска, Deutschland Dream Team, Дита Фон Тийз, Амина Малакона, Ел Либерачи, Мей Андерсен, Нина Кохне, Бруно Марс |
| 7 – 12            | Румяна Калоферова                                | -                | Чарли Шийн                      | Димитър Павлов   | Румяна Калоферова, Жоана Калдейра, Хера Мели, Наталия Сивиец                                                              |
| 8 – 12            | Камила Мацковяк                                  | -                | Иван Несторов                   | Роджър Федерер   | Камила Мацковяк, Василена Аврамова, Лиса Сайфърт, Жаклин Суетбърг, Катарина Ивановска                                     |
| 9 – 12            | Благовеста Бонбонова                             | -                | Георги Стайков                  | Тервел Пулев     | Благовеста Бонбонова, Наталия Сивиец, Джени Макарти, Вивиан Бордин, Барбара Палвин                                        |
| 10 – 12           | Невена Воденичарска                              | -                | Силвестър Силвестров            | Chef Иван Манчев | Невена Воденичарска, Катрина Дарлинг, Алана Кампос, Ямила Пинейро, Паула Авила, Ваня Билева, Памела Андерсън, Марк Уебър  |
| 11 – 12           | Playmate Of The Year Bulgaria 2012               | -                | Николай Илиев                   | -                | Playmate Of The Year Bulgaria 2012, Камила Херманова, Бет Уилямс, Миранда Кер                                             |
| 12 – 12           | Силвия Бахати Playmate Of The Year Bulgaria 2012 | -                | Димитър Ковачев-Фънки           | Брайън Кранстън  | Силвия Бахати, Жаклин Аройо, Даниел Кнудсен, Girls From Poland, Playmate Of The Year Bulgaria 2012-backstage              |

## 2013
| Date              | Cover model                        | Centerfold model | Interview subject | 20 Questions   | Pictorials |
| ----------------- | ---------------------------------- | ---------------- | ----------------- | -------------- | --- |
| (1 – 13 & 2 – 13) | Мелиса Александрова                | -                | Куентин Тарантино | Роджър Уотърс  | Мелиса Александрова, Бо Хелсинг, Дани Жиел, Инеса Тушканова, Show Girls, China Girls |
| 3 – 13            | Цветелина Николова                 | -                | Борислав Михайлов | -              | Цветелина Николова, Марта Корч, Карина Мари, Шоун Дилън, Бранка Кнезевич, Моника, Hugh Hefner all Girlfriends |
| 4 – 13            | Вера Димова                        | Нели Вакъфова    | Йордан Караджов   | -              | Вера Димова, Зорница Николаева, Бианка Борба, Lingerie Special, Евгения Диордичук, Кати Цимерман, Натали Дадон, Джаслин Оме |
| 5 – 13            | Бояна Маринова                     | -                | Жорж Ганчев       | Любен Кънев    | Бояна Маринова, Габриела Милагре, Ейприл Съмърс, Дражена Грабич, Ракел Помпилион, Киара Прайс, Британи Нола, Айлин Мухика, 11 Years Playboy Bulgaria-11 Best Covers                                                                                     |
| 6 – 13            | Деница Димитрова                   | -                | Красимир Стоянов  | Питър Динклидж | Деница Димитрова, Тамара Екълстоун, Моника Петрашинска, Ракел Помпилион, 25 Most Stylish Bulgarian Women |
| 7 – 13            | Ивелина Прунова                    | -                | Асен Григоров     | -              | Ивелина Прунова, Ракел Помпилион, Мария Илиева, Одри Алън, The Best Beach Pictorials of Playboy International |
| (8 – 13 & 9 – 13) | Андреа                             | -                | Венцислав Мицов   | -              | Андреа, Гентиана Халити, Вал Кейл, Рейчъл Пари-Диксън, Playboy USA – 65 Years Legendary Covers |
| 10 – 13           | Биляна Йотовска                    | -                | Палми Ранчев      | Бил Хейдър     | Биляна Йотовска, Киара Прайс, Каси Лин Логсдън, Жаклин Суедбърг, Ашли Хобс, Ники Лий, Аманда Черни, Антония Фонтенейе де Брито, Евгения Тишченко, Bodygraphia 2013                                                                                      |
| 11 – 13           | Елеонора Йоцова                    | -                | Самюъл Джаксън    | Джеймс Дийн    | Елеонора Йоцова, Елена Бончева, Мириам Ратман, USA College girls |
| 12 – 13           | Екатерина Михайлова Non nude issue | -                | Здравко Желязков  | -              | Екатерина Михайлова, Трейси Макгрегър, Голди Хоун, Доли Партън, Барбара Стрейзънд, Марая Кери, Брук Шийлдс, Ана Фарис, Бернадет Питърс, Ракел Уелч, Катлийн Търнър, Джанет Джоунс, Кристи Бринкли, Джесика Алба, Парис Хилтън, Оливия Мун, Хайди Монтаг |

## 2014
| Date | Cover model                                      | Centerfold model                                                    | Interview subject                            | 20 Questions   | Pictorials |
| --- | ------------------------------------------------ | ------------------------------------------------------------------- | -------------------------------------------- | -------------- | --- |
| (1 – 14 & 2 – 14 | Playmate Of The Year Bulgaria 2014               | -                                                                   | Бил Гулд                                     | -              | Playmate Of The Year Bulgaria 2014, Олга Огньова |
| 3 – 14 | Елена Кучкова Playmate Of The Year Bulgaria 2014 | -                                                                   | Джоко Росич                                  | Джеймс Марсдън | Елена Кучкова, Олга Огньова, Джема Лий Фарел, Кенеди Самърс, Playmate Of The Year Bulgaria 2014-backstage |
| 4 – 14 | Магдалена Тенева                                 | -                                                                   | Иван Димов                                   | Тай Бърел      | Магдалена Тенева, Рафаела Макнамара, Зои Горман, Брит Лин, Фахрие Ташева, Lingerie Special |
| 5 – 14 | Рейчъл Мортенсън                                 | -                                                                   | 12 Years Playboy Bulgaria-12 Best Interviews | Иги Поп        | Рейчъл Мортенсън, Одри Алън, Памела Хортън, Карли Лоурен, Ракел Помпилион, Бет Уилямс, Брисия Монтемайор, Ана Григоренко, Стефания Петкова, Анастасия Авилова                                                                                                   |
| 6 – 14 | Гергана Грънчарова                               | -                                                                   | Светослав Дяков                              | -              | Гергана Грънчарова, Индре Лиакайте, Дина Прелевич, Шантал Хансе, Ромина Сиснерос, Мариана Контрерас, Сабина Мали, Елизабет Лаини, Йесения Моралес, Джоан Смолс, Дейвид Бекъм                                                                                    |
| 7 – 14 | Нели Георгиева                                   | -                                                                   | Роналдо                                      | Пламен Петров  | Нели Георгиева, Патрисия Жордане, Кенеди Съмърс, Ирина Иванова, Bathing Beauties |
| 8 – 14 & 9 – 14 | Ралица Петрова                                   | -                                                                   | Гари Олдман                                  | -              | Ралица Петрова, Десислава Иванова, Маги Мей, Емили Агнес, Даниела Судау, Ана-Мария Фрлан, Андреа Веч, Арисара Тонгуой, Елен Де Мюро, Елена Филип, Хестер Винкел, Жасмин Ланж, Джесика Микари, Кристен Никол, Ноели Мондолони, The Best from Playboy Advetorials |
| 10 – 14 | Тамара Асанова                                   | -                                                                   | Бен Афлек                                    | Иън Албистън   | Тамара Асанова, Мария Попова, Джесика Ашли, Дани Матърс, Алиса Арсе, Маркета Янска, Памела Хортън, Вал Кейл, Кейти Вернола, Bodygraphia 2014 |
| 11 – 14 | Биляна Евгениева                                 |                                                                     |                                              |                | |
| Калин Сърменов | Франк Милър                                      | Биляна Евгениева, Анастасия Петрова, Стефани Брантън, Диляна Цанева |                                              |                | |
| 12 – 14 | Елена Петкова                                    |                                                                     |                                              |                | |
| Дейвид Финчър |                                                  |                                                                     |                                              |                | |
| Елена Петкова, Жоси Паула, Роксана Джун, Хана Марти, Сандра Джий, Наталия Анастасия, Оливия, Британи Ан Будро, Сами Лин, Макси, Барбра Лий, Бритни Лин, Никол, Алекзандра Лий, Таня Т., Кати Ерин, Алиша Бартън, Джесика Тейлър, Ариел, Сузи Шот, Джули Маккълъг, Девин Деваскес, Макарена Лемос |                                                  |                                                                     |                                              |                | |

## 2015
| Date                                                                                            | Cover model                                          | Centerfold model | Interview subject                                    | 20 Questions | Pictorials                                                                                          |
| ----------------------------------------------------------------------------------------------- | ---------------------------------------------------- | --- | ---------------------------------------------------- | ------------ | --------------------------------------------------------------------------------------------------- |
| 1 – 15 & 2 – 15                                                                                 | Playmate of the Year Bulgaria 2015                   | |                                                      |              | |
| Playmate of the Year Bulgaria 2015, Анита Сикорска, Джия Мари, Еротичният свят на Салвадор Дали |                                                      | |                                                      |              | |
| 3 – 15                                                                                          | Виктория Ананиева Playmate of the Year Bulgaria 2015 | |                                                      |              | |
| Хоакин Финикс                                                                                   | Д-р Ангел Енчев                                      | Виктория Ананиева, Елизабет Острандер, Кейли Колинс, Рейчъл Мортенсън, Playmate Of The Year Bulgaria 2015-backstage, Sex in Cinema 2014, The Best from Playboy Bulgaria 2002 – 2015      |                                                      |              | |
| 4 – 15                                                                                          | Марина Борисова                                      | |                                                      |              | |
| Винс Воън                                                                                       | Чарли Дей                                            | Марина Борисова, Рейчъл Мортенсън, Лаурен Естрада, Полина Путилова, Бритни Уорд, Ана, Холи Уолф                                                                                          |                                                      |              | |
| 5 – 15                                                                                          | 100-те най-секси българки 2015                       | |                                                      |              | |
| Дик Чейни                                                                                       | Обри Плаза                                           | 100-те най-секси българки 2015, Елена Кирилова, Челси Ерин, Линдзи Джоунс, Марина Емануела                                                                                               |                                                      |              | |
| 6 – 15                                                                                          | Ралица Иванова                                       | |                                                      |              | |
| Ивайло Станев                                                                                   | Джош Хартнет                                         | Ралица Иванова, Британи Брусо, Александра Тейлър, Кейли Колинс, Софи, Girls from The Valley                                                                                              |                                                      |              | |
| 7 – 15                                                                                          | Катерина Миленкова (Kety Core)                       | |                                                      |              | |
| Арнолд Шварценегер                                                                              | Джудас Прийст                                        | Катерина Миленкова (Kety Core), Дани Матърс, Кайлиа Касандра, Кристина Елизабет, Бритни Шумейкър                                                                                         |                                                      |              | |
| 8 – 15 & 9 – 15                                                                                 | Кристина Димитрова                                   | |                                                      |              | |
| Елен Герджиков                                                                                  | Лизи Каплан                                          | Кристина Димитрова, Кора Шумахер, Саманта Таран, Еванджелина Каросо, Дороти Грант, Хедър Рей Юнг, Джиа Мари, Стефани Брантън, Киара Прайс, Челси Арин, Роксана Джун, Вал Кейл, Одри Алън |                                                      |              | |
| 10 – 15                                                                                         | Моника Валериева                                     | |                                                      |              | |
| Дани Карбонел                                                                                   | -                                                    | Моника Валериева, Азис, Хедър Деприйст, Сара Съмърс, Моника Симс, Маша Руденко, Топ 25 Най-секси риалити героини на България, Еротичният свят на Хари Пекиноти                           |                                                      |              | |
| 11 – 15                                                                                         | Теа Величкова                                        | |                                                      |              | |
| Чавдар Гюзелев, Ясен Гюзелев                                                                    | -                                                    | Теа Величкова, Полина Путилова, Лин Бишювел, Евгения Диордичук, Топ 25 Естествени бюстове на България                                                                                    |                                                      |              | |
| 12 – 15                                                                                         | Вержи и Гери Грънчарови                              | - | Иън Флеминг, Шон Конъри, Пиърс Броснан, Даниъл Крейг | -            | Вержи и Гери Грънчарови, Иън Флеминг, Шон Конъри, Пиърс Броснан, Даниъл Крейг, топ 25 Бонд момичета |

## 2016
| Date | Cover model                                       | Centerfold model | Interview subject | 20 Questions | Pictorials                  |
| --- | ------------------------------------------------- | --- | ----------------- | ------------ | --------------------------- |
| 1 – 16 & 2 – 16 | Playmate of the Year Bulgaria 2016                | |                   |              |                             |
| Playmate of the Year Bulgaria 2016 (Анджелина Атанасова, Ася Капчикова, Беатрис Христова, Бояна Генова, Виктория Стоянова, Глория Айенска, Деница Ставриева, Диляна Димитрова, Елена Петкова, Мартина Юрукова, Неделина Цанева, Снежанка Петрова), Кристоф Валц |                                                   | |                   |              |                             |
| 3 – 16 | Ася Капчикова, Playmate of the Year Bulgaria 2016 | |                   |              |                             |
| Дейвид Боуи | -                                                 | Ася Капчикова, Дейвид Боуи, Лео Меси срещу машините, Памела Андерсън в имението на Хю, Омразната осмица – Комикс по Тарантино, Летопис на екстазито |                   |              |                             |
| 4 – 16 | Дилена Димитрова                                  | |                   |              |                             |
| Доналд Тръмп | -                                                 | Дилена Димитрова, Доналд Тръмп |                   |              |                             |
| 5 – 16 | 100-те най-секси българки 2016                    | |                   |              |                             |
| Куинси Джоунс | -                                                 | 100-те най-секси българки 2016, Ангелина Атанасова, Снежанка Петрова, Куинси Джоунс                                                                 |                   |              |                             |
| 6 – 16 | Йоана Зисаки                                      | |                   |              |                             |
| - | -                                                 | Йоана Зисаки, Euro 2016 Special |                   |              |                             |
| 7 – 16 | Беатрис Христова                                  | |                   |              |                             |
| Бен Стилър | -                                                 | Беатрис Христова, Бен Стилър, Еугения Вашингтон |                   |              |                             |
| 8 – 16 & 9 – 16 | Теди Кацарова                                     | |                   |              |                             |
| Мохамед Али | Брус Дикинсън                                     | Теди Кацарова, Мохамед Али, Брус Дикинсън, |                   |              |                             |
| 10 – 16 | Гергана Стоева                                    | |                   |              |                             |
| - | -                                                 | Гергана Стоева, Най-секси мацките на планетата, Тайните на Мисис Ози Озбърн,                                                                        |                   |              |                             |
| 11 – 16 | Бояна Генова                                      | |                   |              |                             |
| Рей Кърцуайл | Томас Хейдън Чърч                                 | Бояна Генова, Рей Кърцуайл, Томас Хейдън Чърч, |                   |              |                             |
| 12 – 16 | Мартина Петрова                                   | - | Боб Дилън         | -            | Мартина Петрова, Боб Дилън, |

## 2017
| Date | Cover model                                         | Centerfold model                                                                           | Interview subject | 20 Questions | Pictorials |
| --- | --------------------------------------------------- | ------------------------------------------------------------------------------------------ | ----------------- | ------------ | ---------- |
| 1 – 17 & 2 – 17 | Playmate of the Year Bulgaria 2017                  |                                                                                            |                   |              |            |
| Били Боб Торнтън |                                                     |                                                                                            |                   |              |            |
| Playmate of the Year Bulgaria 2017 (Деси, Гери, Зори, Изабела, Ирена, Криси, Лидия, Маги Н., Маги Т, Петя, Силвия, Яница), Били Боб Торнтън |                                                     |                                                                                            |                   |              |            |
| 3 – 17 | Магдалена Бадер, Playmate of the Year Bulgaria 2017 |                                                                                            |                   |              |            |
| Фидел Кастро | -                                                   | Магдалена Бадер, Фидел Кастро                                                              |                   |              |            |
| 4 – 17 | Мартина Юрукова, Дилена Димитрова                   |                                                                                            |                   |              |            |
| Матю Макхонъхи | -                                                   | Мартина Юрукова, Дилена Димитрова, Матю Макхонъхи, 100 най-секси българки                  |                   |              |            |
| 5 – 17 | Джулияна Гани                                       |                                                                                            |                   |              |            |
| Скарлет Йохансон | -                                                   | Джулияна Гани, Скарлет Йохансон                                                            |                   |              |            |
| 6 – 17 | Николета Лозанова                                   |                                                                                            |                   |              |            |
| Георги Лозанов | -                                                   | Николета Лозанова, Георги Лозанов, 15 години Playboy България                              |                   |              |            |
| 7 – 17 | Анджелина Атанасова                                 |                                                                                            |                   |              |            |
| Мел Гибсън | -                                                   | Анджелина Атанасова, Мел Гибсън                                                            |                   |              |            |
| 8 – 17 | Светлана Василева                                   |                                                                                            |                   |              |            |
| Н.В.Хефнър Младши | Кристофър Нолан                                     | Светлана Василева, Н.В.Хефнър Младши, Кристофър Нолан, Най-изкусителните дами на планетата |                   |              |            |
| 9 – 17 |                                                     |                                                                                            |                   |              |            |
| 10 – 17 |                                                     |                                                                                            |                   |              |            |
| 11 – 17 |                                                     |                                                                                            |                   |              |            |
| 12 – 17 |                                                     |                                                                                            |                   |              |            |